# پریش سنت جورج، دومینیکا
پریش سنت جورج (به لاتین: Saint George Parish) یکی از پریش‌های دومینیکا است که مرکز آن شهر روسو می‌باشد.

## خصوصیات
پریش سنت جورج ۲۱٬۱۴۱ نفر جمعیت دارد.

## نگارخانه

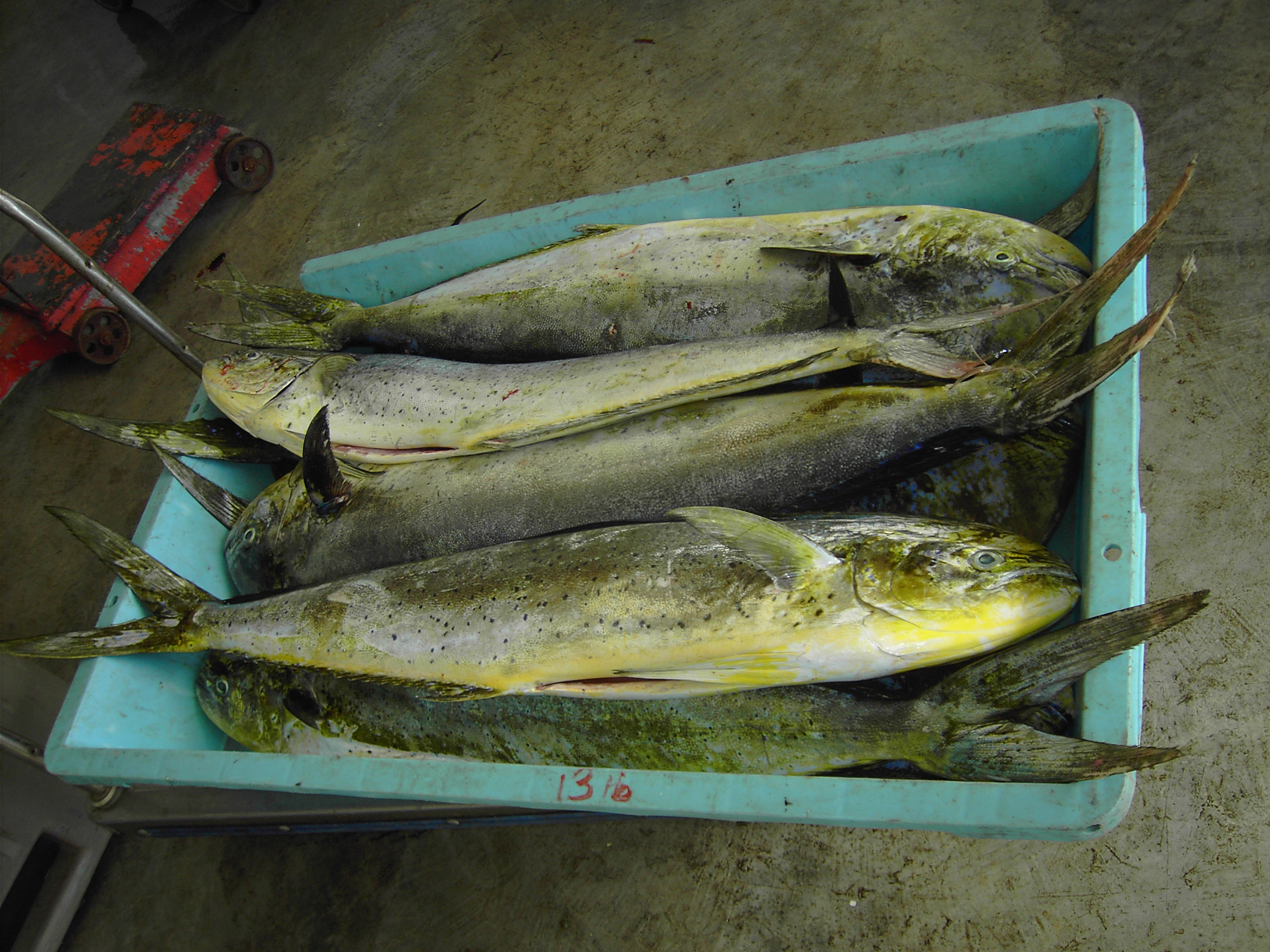
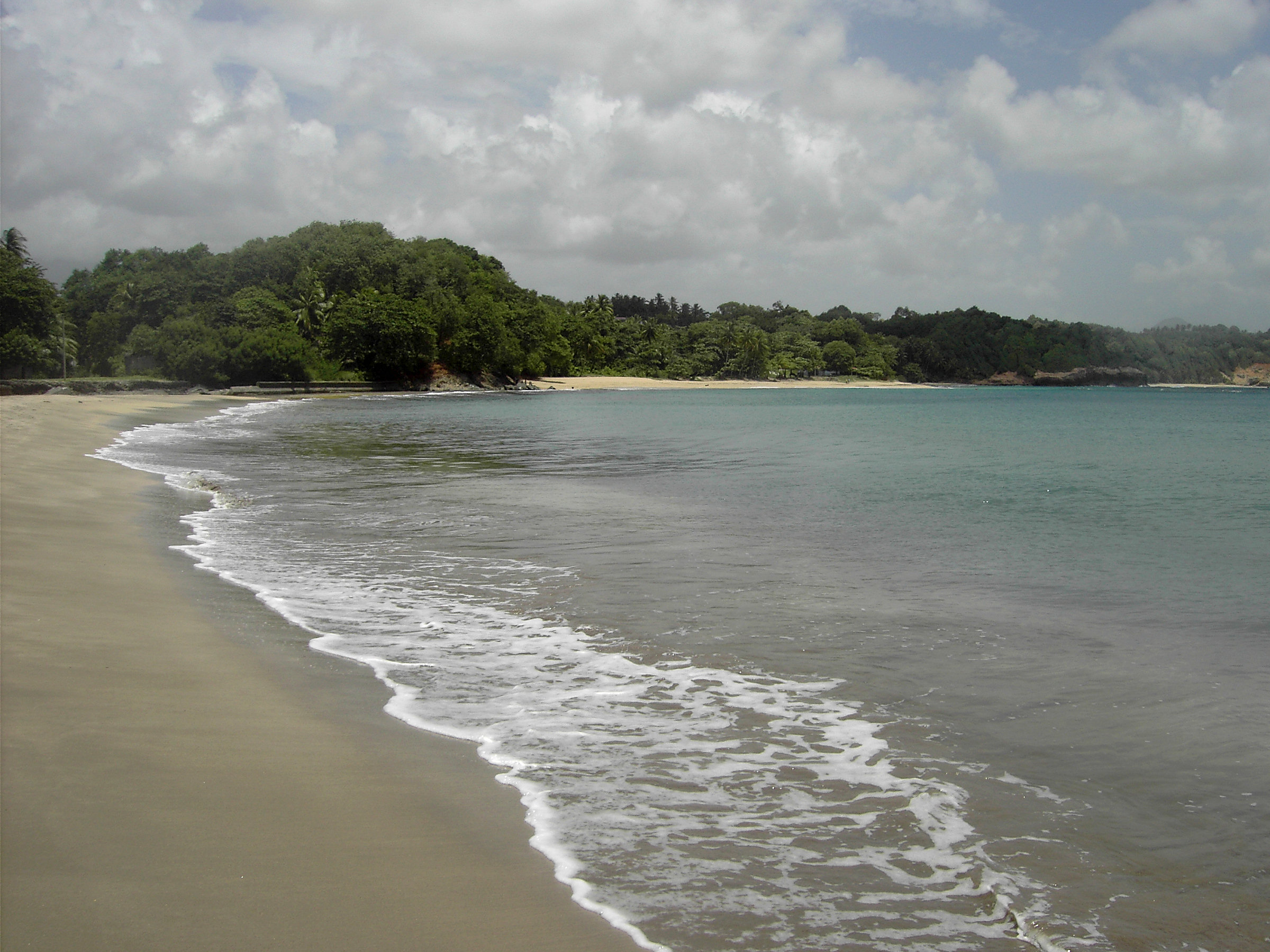
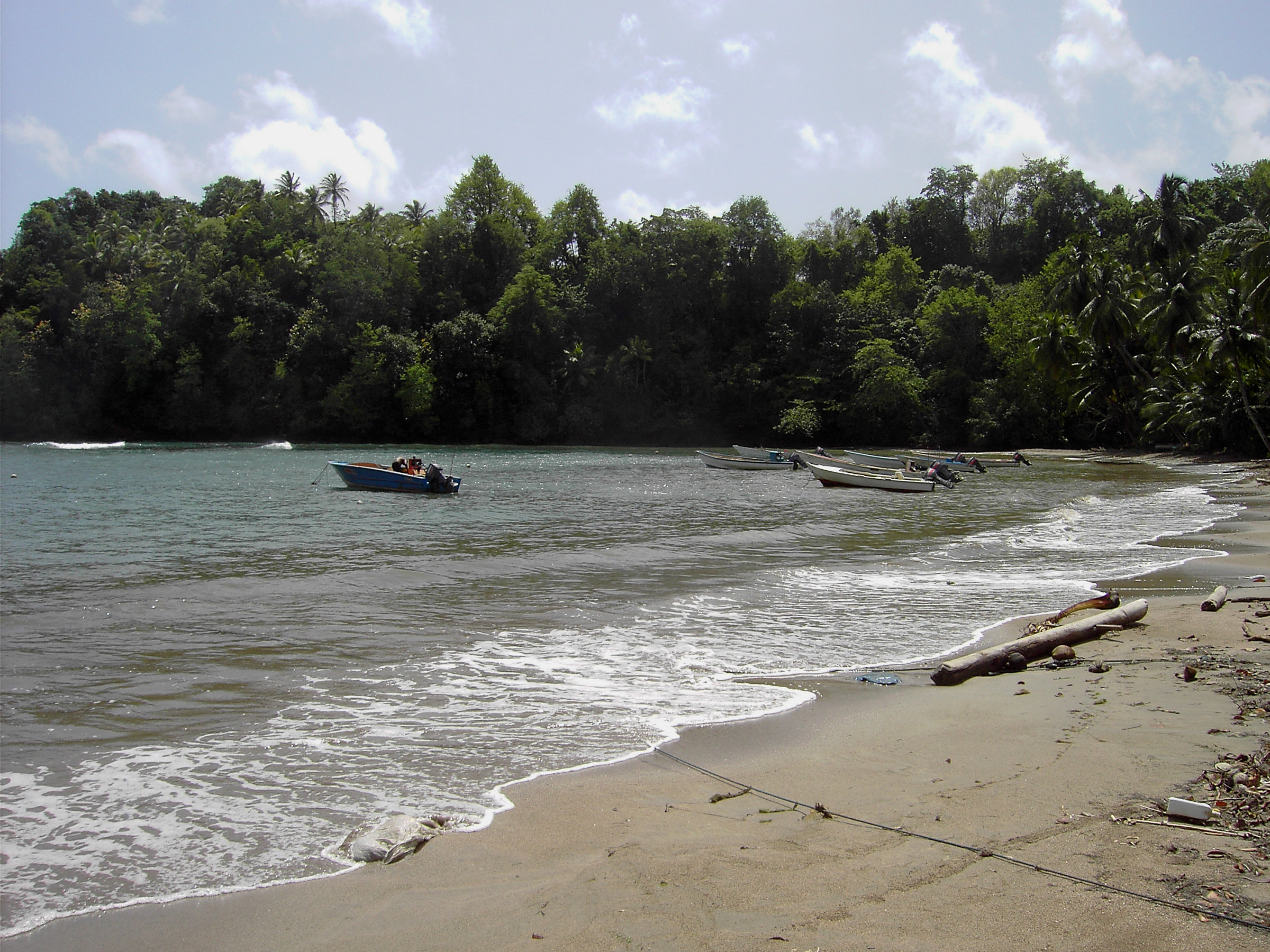